# 四葉ノムコウ
四葉ノムコウ（よつば-）は、中井正広のブラックバラエティスペシャル内で放送された、30分間の単発ドラマ。2007年4月8日放送。

## あらすじ
かつて不良として暴れ回っていたさいとう（竹山）、玉ちゃん（玉袋）、キノッピー（ふかわ）の3人。現在では守るべきものが出来て、生活は大きく変わっていた。
彼らにはもう一人仲間が居た。だが、そのもう一人の仲間であるはずの中井（中居）は、あろうことか自分もイカサマをしているにもかかわらず、さいとうがイカサマをしていることを客の前でバラし、襲わせたのだ。それ以降、彼は中井と連絡を取らず、普通の営業マンとしての生活を送っていた。
そんなある日、彼ら4人の世話をしてくれた嶋が、石原金融の人間に襲われてしまう。
『このままじゃ、俺だけがガキのままだ』
最初は反対したキノッピーと玉ちゃんだったが、さいとうの強い思いに押され、協力してくれることに。そして、石原金融へと向かった3人の前に現れたのは・・・。

## キャスト
キャスト
役名は設定されていない。基本的に全員、番組内での名前と同じ名前、ニックネームを使っていた。
- さいとう：竹山隆範（カンニング）
- キノッピー：ふかわりょう
- 玉ちゃん：玉袋筋太郎（浅草キッド）
- さいとうの恋人：中島知子（オセロ）
- ふかわの妻：西村知美
- 玉袋の妻：根本はるみ
- 嶋：嶋大輔
- 嶋の娘：矢口真里
- 中井：中居正広
- 石原金融 社長：石原良純
- 石原金融 社長の愛人：鈴木紗理奈（日程が合わず、ドラマ内では未登場）
- 石原金融 社員：土田晃之、出川哲朗
- 刑事：勝俣州和

## スタッフ
- 脚本:渡辺啓
- 演出:雨宮望
- 技術協力:映広、NiTRo

## 特徴
「泣けるドラマ」をコンセプトに、番組中で企画されたもの。主役はカンニング竹山演じる、さいとうである。他の黒バラメンバーも出演し、単発ドラマとしてはかなり豪華な作品になっている。
作中には番組キャラクターのクレッシェンドくんも出演。但し出演時間は数秒のみであり、台詞も一言のみであった。
このドラマは、本来のドラマが長期間をかけて制作されるのと異なり、企画からわずか2週間ほどで制作され、特に撮影は昼夜を問わず3日間というハイペースで行われた。これはスペシャル放送の直前に、ドラマのことが決まったためである。
また、後になってドラマの編集を日本テレビドラマ作成班に丸投げしていたことが分かったため、4月22日に黒バラスタッフが再編集した別バージョンを放送。この編集版で使用されたBGMは、水戸黄門のBGMが使用された為、この時間帯に本家を放送している地域（秋田県、福井県、徳島県）では、本家とアレンジ版で同じBGMが流れていた。このバージョンは、黒バラらしく字幕などが入った。
このドラマの放送以降、石原の「バカは嫌いじゃない」という台詞は番組内では名台詞として扱われ、何度か使われたりしている。また、中井が真似したこともある。